# Tenuidactylus voraginosus
Tenuidactylus voraginosus là một loài thằn lằn trong họ Gekkonidae. Loài này được Leviton & Anderson mô tả khoa học đầu tiên năm 1984.